# Pedro Fernández (futbolista)
Pedro Alfonso Fernández Camacho (Caracas, Venezuela, 27 de julio de 1977) es un exfutbolista venezolano que jugaba como centrocampista y su último equipo fue Titanes Fútbol Club de la Segunda División de Venezuela. También vistió la camiseta de la Selección de Venezuela. Actualmente es vicepresidente de la Juventus Soccer Schools Venezuela.

## Trayectoria
Hijo de Roque Fernández, futbolista uruguayo que jugó en su país, en Argentina, Colombia y Venezuela, Pedro Fernández se inició como futbolista profesional en el desaparecido Atlético Zulia en 1997, donde se desempeñó como volante de creación. Una vez vendidos los derechos del equipo gallo a la ULA Mérida, pasa a formar filas del Nacional Táchira donde se mantiene hasta su retorno a Maracaibo, esta vez con el Unión Atlético Maracaibo, en su primera temporada en la Segunda División en 2001. En el 2008 fue transferido al recién ascendido Zulia Fútbol Club (equipo rival del Unión Atlético Maracaibo). En mayo de 2009 fue fichado por el Deportivo Táchira, club en el que jugó hasta su retiro en junio de 2013. Luego de su retiro, el 31 de julio de 2013, firma un contrato y es presentado por Juventus Soccer Schools Venezuela  en el Sambil Maracaibo como especie de embajador de la Juventus en Venezuela

## Selección nacional
Ha sido internacional con la Selección de fútbol de Venezuela en 16 ocasiones.

## Clubes
| Club                     | País      | Año         |
| ------------------------ | --------- | ----------- |
| Atlético Zulia           | Venezuela | 1997 - 1998 |
| Estudiantes de Mérida    | Venezuela | 1998 - 1999 |
| Nacional Táchira         | Venezuela | 1999 - 2000 |
| Unión Atlético Maracaibo | Venezuela | 2000 - 2008 |
| Zulia Fútbol Club        | Venezuela | 2008 - 2009 |
| Deportivo Táchira        | Venezuela | 2009 - 2013 |
| Titanes Fútbol Club      | Venezuela | 2014 - 2015 |

## Palmarés

### Campeonatos nacionales
| Título                        | Club                     | País      | Año     |
| ----------------------------- | ------------------------ | --------- | ------- |
| Primera División de Venezuela | Atlético Zulia           | Venezuela | 1997-98 |
| Primera División de Venezuela | Unión Atlético Maracaibo | Venezuela | 2004-05 |
| Primera División de Venezuela | Deportivo Táchira        | Venezuela | 2010-11 |